# أولاد سيدي علي بن سامع (سيدي لحسن)
أولاد سيدي علي بن سامح هي إحدى مشيخات المملكة المغربية، تتبع جغرافيا لإقليم تاوريرت وإداريًا لسيدي لحسن. يقدر عدد سكانها بـ 643 نسمة حسب الإحصاء الرسمي للسكان والسكنى لسنة 2004.